# سامسون داغباشیان
سامسون آقابکی داغباشیان (ارمنی: Սամսոն Աղաբեկի Դաղբաշյան؛ زادهٔ ۲۳ ژانویهٔ ۱۹۱۷ - درگذشته ۲۰۰۵) یک آموزگار اهل ارمنستان بود.

## زندگی‌نامه
در ۲۳ ژانویهٔ ۱۹۱۷ در برداوان به دنیا آمد و از دانشگاه دولتی علوم پرورشی خاچاطور آبوویان ارمنستان فارغ‌التحصیل شد. وی همچنین برنده آموزگار شایسته ارمنستان شوروی، قهرمان کار سوسیالیست، نشان لنین، نشان جنگ میهنی (درجه یک و درجه دو)، مدال کارگر ممتاز، مدال به خاطر پیروزی مقابل آلمان در جنگ بزرگ میهنی (۱۹۴۵–۱۹۴۱)، مدال خاچاطور آبوویان، آموزگار مردمی اتحاد شوروی شده است. وی در ۲۰۰۵ در سن ۸۸ سالگی در ایروان درگذشت.

## یادداشت
1. ↑  Kalacha